# Stargate (datorspel, 1995)
Stargate är ett TV-spel från 1995 utvecklat och utgivet av Acclaim Entertainment till SNES och Sega Mega Drive, och baserat på  filmen med samma namn.